# Veronica altaica
Veronica altaica är en grobladsväxtart som beskrevs av Kosachev. Veronica altaica ingår i släktet veronikor, och familjen grobladsväxter. Inga underarter finns listade i Catalogue of Life.